# Туна (квартал на Истанбул)
„Туна“ (на турски: Tuna) е квартал на Истанбул, разположен в околия Есенлер. Общата му площ е 0,72 км2. Според данни на Адресната система за регистриране на населението (ABPRS) към 2023 г. населението на „Туна“ е 31 762 жители.